# Kamal Aljafari
Kamal Aljafari, également écrit Kamal Jafari (arabe : كمال جعفري), né en 1972 à Ramla, en Israël, est un artiste, réalisateur et producteur palestinien.

## Carrière
Kamal Aljafari est un cinéaste palestinien  prolifique et  innovant. Son travail a été présenté dans des festivals de cinéma tels que la Berlinale, Locarno, la Viennale et Rotterdam et  dans des musées tels que le MoMA et la Tate Modern,. Il a fréquenté l' École supérieure des arts et médias de Cologne.
En 2004, il a reçu l'allocation de formation Friedrich Vordemberge de la ville de Cologne. En 2005, Kamala Aljafari reçoit le prix du  2005 du Kunstfonds et une allocation de résidence de création au  Kölnischer Kunstverein en 2006. Aljafari était un des artistes invités au séminaire de cinéma Robert Flaherty 2009 à New York .
De 2009 à 2010, il a été boursier Benjamin White Whitney à l'Université de Harvard.
Aljafari a enseigné le cinéma à la New School de New York. De 2011 à 2013, Kamal Aljafari a été maître de conférences à la Académie allemande du film et de la télévision de Berlin. Il a également été membre du Film Study Center- Radcliffe Fellow de l'Université Harvard .
En 2021, il a été membre du jury de la section Léopard de demain du 74e Festival du film de Locarno, et membre du jury de la compétition Burning Lights de Visions du Réel, Nyon. En 2021, Olhar de Cinema – Festival international du film de Curitiba au Brésil a consacré sa section Focus à l’œuvre de Kamal Aljafari. Paradiso, XXXI, 108 a été présenté en première en 2022 au 75e Festival du film de Locarno.
En 2024, le film Fidai, a été présenté en avant-première à Visions du Reel et a remporté le prix de la Compétition Burning Lights remis par le Canton de Vaud. Le film a été recompensé à plusieurs reprises. Il a reçu deux prix au  FIDMarseille, Festival international de cinéma de Marseille. Le  prix d'aide à la distribution GNCR/CINÉ  et le prix Renaud Victor 2024. Son dernier court métrage UNDR a reçu le prix au meilleur court- métrage au Festival du film et de la vidéo expérimentale EXiS au Séoul.

## Filmographie
- 2003 Visit Iraq (Réalisateur/Scénariste/Monteur/Producteur) court métrage
- 2006 The Roof (Réalisateur/Scénariste/Monteur/Producteur) [13]
- 2007 Balconies (Réalisateur/Scénariste/Producteur) court métrage
- 2009 Port of Memory (Réalisateur/Scénariste)[14]
- Souvenirs 2015 (Réalisateur/Scénariste/Monteur/Directeur de la photographie/Producteur) [15]
- 2019 It's a Long Way from Amphioxus (Réalisateur/Scénariste/Monteur/Producteur) court métrage
- 2020 Un été inhabituel (Réalisateur/Scénariste/Monteur/Producteur)
- 2022 Paradiso, XXXI, 108 (Réalisateur/Scénariste/Producteur) court métrage
- 2024 Un film Fidai
- Court métrage UNDR 2024

## Prix et distinctions
- Prix des arts visuels de l' Académie des arts médiatiques de Cologne (2004, remporté)  das Friedrich Vordemberge-Stipendium der Stadt Köln [4].
- Stipendium de la Stiftung Kunstfonds 2004
- Imhoff-Stiftung Studio Stipendium, Kölnischer Kunstverein 2005–2006[5].
- Meilleure bande originale au Festival du film documentaire de Marseille (2007, remporté - The Roof ) [16].
- Prix du meilleur film international à l'écran au Images Festival de Toronto (2008, remporté - The Roof ) [16].
- Membre du jury du programme international de documentaires du 34e Festival du film de Turin 2016[17].
- Meilleur film 10e Festival du Film de Lanzarote Espagne 2020 (2020, remporté - "Un été inhabituel") http://muestradecinedelanzarote.com/fr/editions-precedentes/10e-edition-2020/prix-et-jury/
- Prix du jury 40e Filmmaker Festival Milan 2020 (2020, remporté - "Un été inhabituel") https://www.filmmakerfest.com/FilmFestival/2125
- Membre du jury du concours Burning Lights de Visions du Réel, Nyon 2021[18].
- Membre du jury de la section Léopard de demain du 74e Festival du film de Locarno en août 2021[19].